# Riccardia alba
Riccardia alba là một loài rêu trong họ Aneuraceae. Loài này được Colenso E. A. Br. mô tả khoa học đầu tiên năm 1989.